# Is Anybody There?
Is Anybody There? (titulada ¿Hay alguien ahí? en España) es una película británica de 2008 dirigida por John Crowley y producida por Heyday Films, BBC Films y Big Beach Films. Protagonizada por Michael Caine, Bill Milner, David Morrissey, Anne-Marie Duff y Leslie Phillips, se estrenó el 7 de septiembre de 2008 en el Festival Internacional de Cine de Toronto, y  su estreno comercial en el Reino Unido tuvo lugar el 1 de mayo de 2009.  

## Reparto
- Michael Caine - Clarence
- Bill Milner - Edward
- David Morrissey - Papá de Edward
- Anne-Marie Duff - Mamá de Edward
- Leslie Phillips - Reg
- Sylvia Syms - Lilian
- Peter Vaughan - Rob
- Thelma Barlow - Ena
- Rosemary Harris - Elsie
- Elizabeth Spriggs - Prudence

- Datos: Q4177246